# Населённые пункты Украины, утратившие статус города
Населённые пункты Украины, утратившие статус города

## Б
- Балаклава — в 1957 году включён в черту города Севастополя.
- Березна — город известен с XII века. С 1924 — посёлок городского типа.
- Брацлав — город с 1569 года. С 1924 — посёлок городского типа.

## В-З
- Вербовец — город с 1607 года. С 1920-х — село.
- Вышково — венгерский коронный город с 14 века.
- Верхнее — город с 1938 года. В 1965 году включён в черту города Лисичанск.
- Глинск — город с 1649 года. В 1796 году выведен за штат. С 1923 — село.
- Градижск — город с конца XVIII века. С 1920-х — село. С 1957 — посёлок городского типа.
- Еникале — вошёл в состав города Керчи.
- Жовтневое — город с 1961 года. В 1973 году вошёл в состав города Николаева.
- Золочев — город с 1679 года. С 1925 — посёлок городского типа.

## И
- Ингулец — город с 1965 года. В 2002 году включён в черту города Кривой Рог.
- Игрень — город с 1959 года. В 1977 году включён в черту города Днепропетровск.

## К
- Калининск — в 1941 году включён в черту города Горловка.
- Козелец — город с 1656 года. С 1924 года — посёлок городского типа.
- Комсомольск — с 1941 году включён в черту города Горловка.
- Короп — город с XVIII века. С 1924 года — посёлок городского типа.
- Краснокутск — город с 1765 года. С 1920-х годов — село. С 1975 года — посёлок городского типа.

## Л
- Летичев — город с 1429 года. С 1924 — посёлок городского типа.
- Литин — город с 1578 года. С 1923 — посёлок городского типа.

## М
- Махновка — город с 1793 года, с 1846 — местечко. Ныне село.
- Маяки — город с 1862 года. С 1920-х — село.
- Мирополье — город со второй половины XVII века. В 1796 году выведен за штат. С 1920-х — село.

## Н
- Недригайлов — город с 1765 года. С 1920-х — село. С 1958 — посёлок городского типа.
- Никитовка — в 1941 году включён в черту города Горловка.
- Новая Ушица — город с 1748 года. С 1924 года — посёлок городского типа.
- Новогеоргиевск — город с 1795 года. В 1961 году упразднён в связи с затоплением водами Кременчугского водохранилища.
- Новый Донбасс — город с 1938 года. В 1962 году включён в черту города Снежное.

## О
- Овидиополь — город с 1795 года. С 1920-х — село. С 1970 — посёлок городского типа.
- Ольгополь — город с 1812 года. С 1923 — село.

## П
- Перекоп — известен со средних веков. В 1920 разрушен в ходе Гражданской войны.
- Припять — город с 1979 года. Покинут из-за Чернобыльской аварии в 1986 году.
- Пролетарск — город с 1938 года. В 1965 году включен в черту города Лисичанск.
- Пятигоры — город с 1795 по 1800 год. Ныне село.

## С
- Садгора — основан в 1770 году. В 1965 году включён в черту города Черновцы.
- Сальница — город с 1607 года. С 1920-х — село.
- Славяносербск — город с 1784 года. В 1883 году выведен за штат. С 1920-х — село. С 1960 — посёлок городского типа.
- Сосница — город с 1634 года. С 1924 — посёлок городского типа.
- Старая Ушица — город с 1795 года. С 1923 — село. С 1979 — посёлок городского типа.

## Т-Ч
- Терны — город с 1958 года. В 1969 году включён в черту города Кривой Рог.
- Чернобыль — основан в 1127 году. Покинут из-за Чернобыльской аварии в 1986 году.
- Червоноград — город с 1448 года. Разрушен в ходе Великой Отечественной войны.